# Laines-aux-Bois
Laines-aux-Bois är en kommun i departementet Aube i regionen Grand Est (tidigare regionen Champagne-Ardenne) i nordöstra Frankrike. Kommunen ligger  i kantonen Troyes 6e Canton som ligger i arrondissementet Troyes. År 2022 hade Laines-aux-Bois 530 invånare.

## Befolkningsutveckling
Antalet invånare i kommunen Laines-aux-Bois
Referens: INSEE